# 諾蒂奇嶺
77°27′S 162°6′E / 77.450°S 162.100°E
諾蒂奇嶺（英語：Nottage Ridge）是南極洲的山嶺，位於維多利亞地，處於佩琉斯山以北，屬於奧林匹斯山脈的一部分，以美國地質調查局的地形工程師命名，現時由南極條約體系管理。